# 싱가포르 프리미어리그
싱가포르 프리미어리그는 싱가포르의 최상위 프로 축구 리그이다. 1996년에 첫 시즌을 시작했으며 현재 9팀이 참가하고 있다. 2018년 기존의 S리그에서 싱가포르 프리미어리그로 리그 명칭을 변경했다.

## 역사
1996년 이전에 지역 축구 대회는 싱가포르의 축구 팬들에게는 주 관심대상이 아니었다. 1921년부터 싱가포르는 대표되는 팀(라이온스(Lions)라는 별명으로)이 말레이시아 컵에 참가하였다. 후에 말레이시아 리그가 생기면서 말레이시아 리그에 참가하였다. 셀랑고르와 함께 싱가포르는 약 70여 년간 말레이시아 축구를 주름잡는 두 팀 가운데 하나였다. 라이온스팀의 홈과 원정경기에는 수천명의 사람들이 모여들었다.
1994년, 싱가포르는 말레이시아 리그와 컵 대회를 동시에 우승하는 더블을 기록하였다. 그러나 이는 말레이시아 축구 대회에 참가하는 마지막 해였다. 1995년 초에 말레이시아 축구 협회가 말레이시아 리그와 컵 대회 경기를 싱가포르에서 치르는 데 세금을 부과하자는 요구에 대하여 싱가포르 축구 협회와 말레이시아 축구 협회간의 논쟁이 있었을 때, 리그를 떠나라는 압력이 있었다. 과세를 인정하는 것보다는, 싱가포르 축구 협회는 말레이시아 축구 대회에 참가하는 것을 포기하고 국내 프로 리그를 설립하는 데에 관심을 돌렸다. 싱가포르 축구 협회는 이러한 운동으로 경기 질의 폭넓은 발전을 촉진하고 선수와 지도자들의 성장이 이루어지길 바랐다.
새로운 리그를 만들기 위한 특임팀이 조직되었고, 1994년 당시에 말레이시아 리그를 우승했을 때의 팀과 싱가포르 축구 국가대표팀의 감독을 하고 있던 더글러스 무어(Douglas Moore)를 리그의 첫 번째 회장으로 삼았다.
S리그의 첫 시즌은 1996년에 시작되었다. 8개의 팀이 참가하여 두 개의 시리즈로 나누어 진행되었다. 각 시리즈마다 여덟 팀들이 홈 앤 원정으로 경기를 펼친다. 각 시리즈의 상위권 팀들은 시즌이 끝날 때에 플레이오프를 통해 우승 팀을 가리게 된다. 게일랑 유나이티드가 전반기 시리즈를 우승하였고, 싱가포르 암드 포스(SAFFC)이 후반기 시리즈를 우승하였다. 게일랑 유나이티드가 최종 플레이오프에서 2-1로 싱가포르 암드 포스를 물리치고 첫 번째 우승 팀이 되었다. 1994년 당시에 싱가포르의 말레이시아 리그 우승을 이끌었던 판디 아마드가 게일랑 유나이티드의 주장으로 우승을 차지하였다. 다음 해에 SAFFC로 이적하여 S리그의 우승을 이끌었다.
두 시리즈와 최종 플레이오프로 진행되던 리그는 1997년에 좀 더 전통적인 방식으로 변화하였다. 그 동안 참가팀은 12팀으로 늘었다. 싱가포르 리그는 승격 및 강등 시스템이 없다. 참가 클럽은 싱가포르 축구 협회에 의해 선정되는데, 이전의 기록과 경영 상태를 바탕으로 결정된다. 2003년에 좀 더 흥미를 부여하기 위해 동점 경기에 승부차기가 도입되었는데, 승부차기 승리팀에게는 승점 2점, 승부차기 패배팀에게는 승점 1점을 부여하였다. 이 방식은 한 시즌만에 폐지되었다.
싱가포르의 어린 선수의 재능 개발을 촉진하기 위해 영 라이온스라고 알려진 팀을 구성하여 2003년도부터 S리그에 참가하였다. 팀 구성원은 싱가포르 23세 이하 축구 국가대표팀의 선수가 대부분이었다. 영 라이온스는 현재에도 S리그에 참가하고 있고, 싱가포르 축구 협회의 직접통제 하에 있으며 만 23세 이하의 선수만으로만 이루어졌다.
S리그 역사에 10팀의 비싱가포르팀이 있는데, 현재는 더 이상 리그에 참가하지 않는 7팀은 다음과 같다.
- 다롄 스더 시우 FC (중국 슈퍼리그의 프로 클럽인 다롄 하이창의 위성 클럽)
- 신치 FC (중국 출신 선수로 구성된 팀)
- 스포르팅 아프리크 FC (아프리카 출신 선수로 구성된 팀)
- 랴오닝 광유안 FC (중국 슈퍼리그의 프로 클럽인 랴오닝 FC의 위성 클럽)
- 슈퍼 레즈 FC (대한민국 출신 선수로 구성된 팀)
- 에투알 FC (프랑스 출신 선수로 구성된 팀)
- 베이징 궈안 싱가포르 (중국 슈퍼리그의 프로 클럽인 베이징 궈안의 위성 클럽)

신치 FC는 2005년 시즌 이후에 재정적 이유로 포기할 때까지 3년간 리그에 참가하였다. 스포르팅 아프리크는 2006년 시즌에 참가하였지만, 클럽이 경기 외적인 분쟁에 휘말리면서 2007년 시즌에 참가하지 못하게 되었다. 랴오닝 광유안은 2007년 시즌에 참가하였는데, 경기 조작 논쟁에 휘말리면서 2008년 시즌에 참가하지 못하였다. 또한 브루나이 DPMM FC는 브루나이 축구협회가 FIFA에 받은 제재에 의해 2009년 시즌부터 참가하지 못했고 슈퍼 레즈 FC도 2010년 시즌부터는 참가하지 못하게 되었다. 브루나의 DPMM의 경우 2012 시즌부터 다시 리그에 복귀하였다.
아래의 2팀은 아직 S리그에서 활약하고 있다.
- 브루나이 DPMM FC (브루나이 출신 선수로 구성된 팀. 브루나이에서 홈 경기를 치른다.)
- 알비렉스 니가타 싱가포르 (J리그의 프로 클럽인 알비렉스 니가타의 위성 클럽)

이들 비싱가포르 팀들은 AFC 클럽 대회(AFC 챔피언스리그 및 AFC컵)에 참가할 수 없다. 만일 해당 팀이 리그에서 우승하게 되면 차순위 팀에게 AFC 대회 출전권이 승계된다.

## 2024-25 시즌 참가 클럽
- 하리모 무다 B
- DPMM FC
- 알비렉스 니가타 싱가포르
- 베일스티어 칼사 FC
- 게일랑 인터내셔널 FC
- 홈 유나이티드 FC
- 호우강 유나이티드 FC
- 워리어스 FC
- 탬피니스 로버스 FC
- 우드랜즈 웰링턴 FC
- 영 라이온즈 FC
- 탄종파가르 유나이티드 FC